# 塞爾維亞共和國 (1992年—2006年)
塞爾維亞共和國在1992年至2003年間南斯拉夫联盟共和国為的一個聯邦構成單位，2003年至2006年南斯拉夫联盟共和国改成塞爾維亞與蒙特內哥羅，直到2006年6月蒙特內哥羅宣佈脫離，塞爾維亞共和國也同時成為一主權國家為止。